# Baimi, Sichuan
Baimi (kinesiska: 白米) är en köping i Kina. Den ligger i provinsen Sichuan, i den sydvästra delen av landet, omkring 260 kilometer sydost om provinshuvudstaden Chengdu. Antalet invånare är 29 508. Befolkningen består av 14 528 kvinnor och 14 980 män. Barn under 15 år utgör 22,0 %, vuxna 15-64 år 62 %, och äldre över 65 år 14,0 %.
Genomsnittlig årsnederbörd är 1 491 millimeter. Den regnigaste månaden är september, med i genomsnitt 291 mm nederbörd, och den torraste är december, med 27 mm nederbörd.